# پورت لادلو، واشینگتن
پورت لادلو (به انگلیسی: Port Ludlow) یک منطقهٔ مسکونی در ایالات متحده آمریکا است که در شهرستان جفرسون، واشینگتن واقع شده‌است. پورت لادلو ۳۶٫۴ کیلومتر مربع مساحت و ۱٬۹۶۸ نفر جمعیت دارد و ۱۹ متر بالاتر از سطح دریا واقع شده‌است.